# Janusz Cegliński
Janusz Cegliński, né le 6 avril 1949, à Gdańsk, en Pologne, est un ancien joueur polonais de basket-ball.